# Arte
Arte är en fransk-tysk tv-kanal lanserad 1992. Programutbudet kretsar främst kring konst och kultur. Artes studior ligger i Strasbourg och Baden-Baden.
Kanalen är utpräglat tvåspråkig. Text på kanalen brukar oftast förekomma på båda språken och det finns två ljudkanaler tillgängliga. Tv-kanalen har en högre procentuell tittartidsandel i Frankrike än i Tyskland.

Artes kontor i Strasbourg.

## Historik
Kanalen har sitt ursprung i den franska kanalen La Sept. La Sept stod för La Société d'édition des programmes de télévision, men det var en tydlig ordlek då "La Sept" på betyder "den sjunde" eller "sjuan" på franska (sedan tidigare fanns det sex franska kanaler).
Tv-kanalen Arte lanserades den 30 maj 1992. Samma år började den sända i det franska marknätet på de frekvenser som den nedlagda privata kanalen La Cinq tidigare använt. Detta frekvensutrymme kom senare att under dagtid disponeras av La Cinquième. I och med starten och utbyggnaden av marksänd digital-tv får Arte utökat utrymme i både Frankrike och Tyskland. Utöver detta har Arte sedan starten funnits tillgänglig via kabelnät och satellit-tv.
Kanalen har samarbetsavtal med Sveriges Television och Rundradion Ab vilket innebär att man genomför vissa samproduktioner.

## Ägare
Arte ägs av två företag:
- Arte France som ägs av France Télévisions (45%), den franska staten (25%), Radio France (15%) och INA (15%).
- Arte Deutschland TV GmbH som ägs av ARD (50%) och ZDF (50%).